# Lincoln (ancienne circonscription fédérale)
Pour les articles homonymes, voir Lincoln.
Circonscription électorale fédérale du Canada
Lincoln fut une circonscription électorale fédérale de l'Ontario, représentée de 1867 à 1883 et de 1904 à 1997.
C'est l'Acte de l'Amérique du Nord britannique de 1867 qui créa le district électoral de Lincoln. Abolie en 1882, la circonscription fut redistribuée parmi Lincoln et Niagara et Wentworth-Sud. 
La circonscription de Lincoln réapparut en 1903 à partir de Lincoln et Niagara et de Wentworth-Sud. Abolie en 1996, elle fut redistribuée entre Erie—Lincoln et de Stoney Creek.

## Géographie
En 1867, la circonscription d'Hamilton comprenait:
- La canton de Clinton, Grantham, Grimsby et Louth
- La ville de Saint Catharines

En 1947, la circonscription comprenait:
- Le comté de Lincoln
- La ville de Saint Catharines

## Députés
| Législature                                            | Années    | Député                          | Député                  | Parti                     |
| ------------------------------------------------------ | --------- | ------------------------------- | ----------------------- | ------------------------- |
| Lincoln                                                |           |                                 |                         |                           |
| 1re                                                    | 1867–1872 |                                 | James Rea Benson        | Libéral-conservateur      |
| 1re                                                    | 1868–1872 |                                 | Thomas Rodman Merritt   | Libéral                   |
| 2e                                                     | 1872–1874 |                                 | Thomas Rodman Merritt   | Libéral                   |
| 3e                                                     | 1874–1874 | James Norris                    |                         | Libéral                   |
| 3e                                                     | 1874–1877 | James Norris                    |                         | Libéral                   |
| 3e                                                     | 1877–1878 | James Norris                    |                         | Libéral                   |
| 4e                                                     | 1878–1882 |                                 | John Charles Rykert     | Conservateur              |
| Redistribuée parmi Lincoln et Niagara et Wentworth-Sud |           |                                 |                         |                           |
| Issue de Lincoln et Niagara et Wentworth-Sud           |           |                                 |                         |                           |
| 10e                                                    | 1904–1908 |                                 | Edward Arthur Lancaster | Conservateur              |
| 11e                                                    | 1908–1911 |                                 | Edward Arthur Lancaster | Conservateur              |
| 12e                                                    | 1911–1916 |                                 | Edward Arthur Lancaster | Conservateur              |
| 12e                                                    | 1916-1917 |                                 | Vacant                  | Vacant                    |
| 13e                                                    | 1917–1921 |                                 | James Chaplin           | Conservateur              |
| 14e                                                    | 1921–1925 |                                 | James Chaplin           | Conservateur              |
| 15e                                                    | 1925–1926 |                                 | James Chaplin           | Conservateur              |
| 16e                                                    | 1926–1930 |                                 | James Chaplin           | Conservateur              |
| 17e                                                    | 1930–1935 |                                 | James Chaplin           | Conservateur              |
| 18e                                                    | 1935–1940 | Norman James Macdonald Lockhart |                         | Conservateur              |
| 19e                                                    | 1940–1945 | Norman James Macdonald Lockhart |                         | Conservateur              |
| 20e                                                    | 1945–1949 | Norman James Macdonald Lockhart |                         | Conservateur              |
| 21e                                                    | 1949–1953 |                                 | Harry Cavers            | Libéral                   |
| 22e                                                    | 1953–1957 |                                 | Harry Cavers            | Libéral                   |
| 23e                                                    | 1957–1958 |                                 | John Smith              | Progressiste-conservateur |
| 24e                                                    | 1958–1962 |                                 | John Smith              | Progressiste-conservateur |
| 25e                                                    | 1962–1963 |                                 | James McNulty           | Libéral                   |
| 26e                                                    | 1963–1965 |                                 | James McNulty           | Libéral                   |
| 27e                                                    | 1965–1968 |                                 | James McNulty           | Libéral                   |
| 28e                                                    | 1968–1972 | H. Gordon Barrett               |                         | Libéral                   |
| 29e                                                    | 1972–1974 |                                 | Kenneth Higson          | Progressiste-conservateur |
| 30e                                                    | 1974–1979 |                                 | William Andres          | Libéral                   |
| 31e                                                    | 1979–1980 |                                 | Kenneth Higson (2)      | Progressiste-conservateur |
| 32e                                                    | 1980–1984 |                                 | Bryce Mackasey          | Libéral                   |
| 33e                                                    | 1984–1988 |                                 | Shirley Martin          | Progressiste-conservateur |
| 34e                                                    | 1988–1993 |                                 | Shirley Martin          | Progressiste-conservateur |
| 35e                                                    | 1993–1997 |                                 | Tony Valeri             | Libéral                   |
| Redistribuée parmi Erie—Lincoln et de Stoney Creek     |           |                                 |                         |                           |

## Résultats électoraux
1904-1997
1867-1882